# Bersama
Bersama là một chi thực vật có hoa trong họ Melianthaceae, nhưng hệ thống APG IV năm 2016 không công nhận họ Melianthaceae mà xếp Bersama trong phân họ Bersameae thuộc họ Francoaceae Adr.Juss.

## Phân bố
Chi này có tại vùng nhiệt đới và miền nam châu Phi đại lục cũng như ở tây nam bán đảo Ả Rập.

## Các loài
Theo Plants of the World Online thì chi này gồm 7 loài:
- Bersama abyssinica Fresen., 1837: Nhiệt đới châu Phi, Yemen.
- Bersama lucens (Hochst.) Szyszyl., 1888: Từ miền nam Mozambique tới Eswatini và Nam Phi.
- Bersama palustris L.Toussaint, 1959: Cameroon, Cộng hòa Dân chủ Congo, Cộng hòa Trung Phi.
- Bersama swinnyi E.Phillips, 1921: Nam Phi (từ miền đông tỉnh Cape tới KwaZulu-Natal).
- Bersama swynnertonii Baker f., 1907: Miền đông Zimbabwe.
- Bersama tysoniana Oliv., 1894: Eswatini, Nam Phi.
- Bersama yangambiensis L.Toussaint, 1959: Miền trung Cộng hòa Dân chủ Congo.